# 陳孟鈴

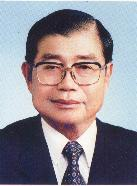
陳孟鈴

陳孟鈴（1934年—2009年），臺中縣人。畢業於淡江文理學院英語科，後來進入革命實踐研究院研讀。先後曾經擔任中原學校教職員、教務主任，後來晉升成為臺中市立潭子國民中學校長兼臺中縣國中英語教學輔導員。期間由於致力中學教育獲選成為臺灣省特優校長，因而獲得地方聲望。1972年時，在中國國民黨提名下陳孟鈴當選成為臺中縣縣長，之後重視發展教育並且推行經濟和文化建設。1976年時，其被列為考績結果呈閱及保舉最優人員且多次獲獎。1980年時公務人員特種考試甲等獲得及格後，於隔年出任臺灣省政府民政廳長。1990年時陳孟鈴升任成為中華民國內政部政務次長。之後陳孟鈴還成為第二屆監察院委員，並且於1999年至2005年期間擔任監察院副院長。同時他也是中國國民黨第十二屆中央委員會候補委員之一，並且著有《台灣省社會工作員制度之研究》一書。

## 外部連結
- 正副院長[永久]

| 中華民國政府職務 | 中華民國政府職務                                   | 中華民國政府職務                        |
| ---------------- | -------------------------------------------------- | --------------------------------------- |
| 臺中縣政府       |                                                    |                                         |
| 前任： 王子癸    | 臺中縣縣長 第七、八屆 1973年2月1日－1981年12月20日 | 繼任： 陳庚金                           |
| 官衔             |                                                    |                                         |
| 監察院           |                                                    |                                         |
| 前任： 鄭水枝    | 監察院副院長 第十任 1999年2月1日－2005年2月1日     | 空缺下一位持有相同頭銜者：陳進利 2008年 |